# Tseng Labs
Tseng Laboratories, Inc, más conocido como Tseng Labs fue una empresa estadounidense diseñadora de chips para tarjeta gráfica VGA. Fundada en 1983 sus chips gráficos fueron bastante populares a finales de los 80 y comienzos de los 90, especialmente las series ET3000, ET4000 y ET6000
Fue adquirida por ATI en diciembre de 1997
- Datos: Q1800392
- Multimedia: Tseng video cards / Q1800392